# Witold Rudziński

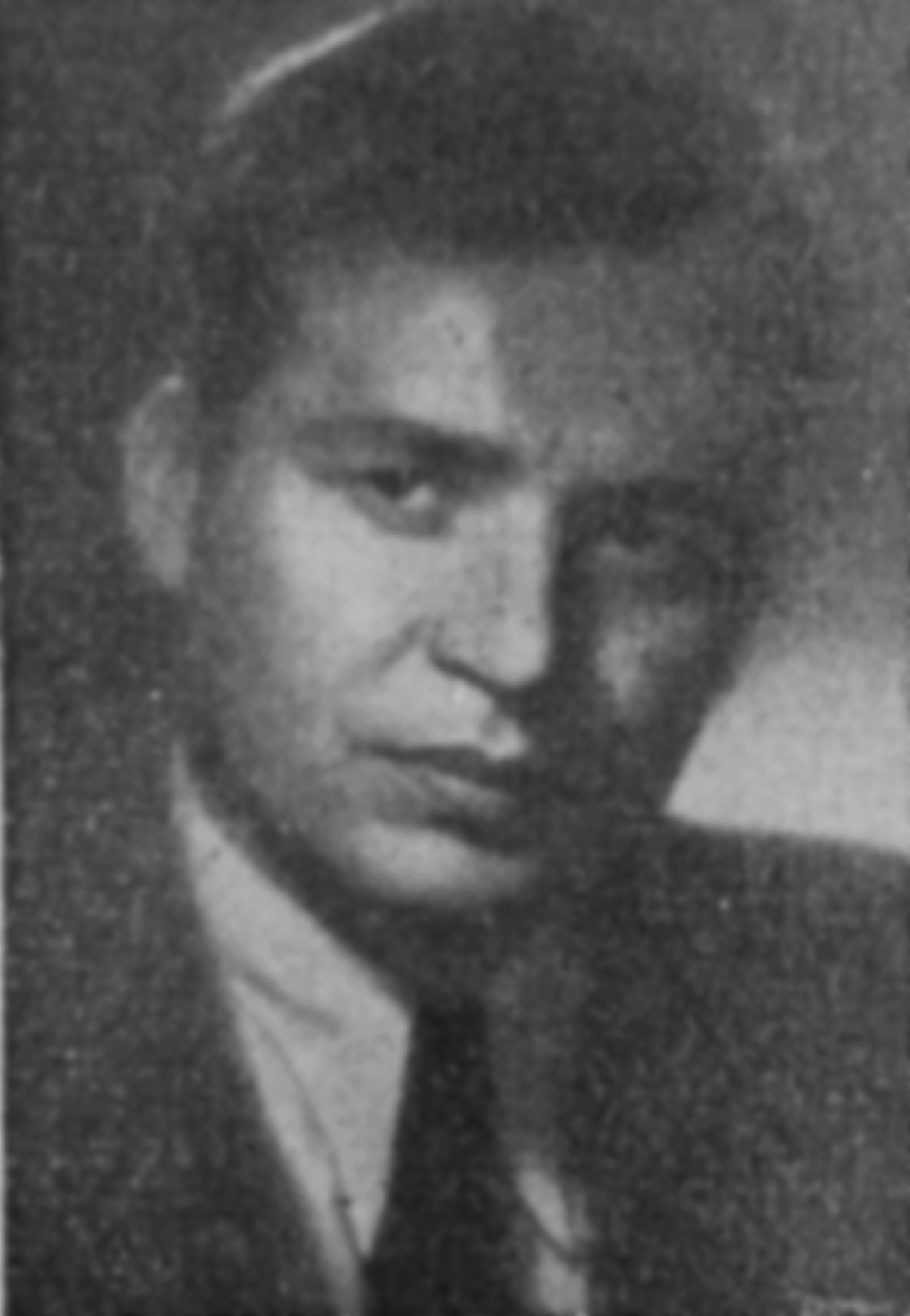
Witold Rudziński (1913–2004)

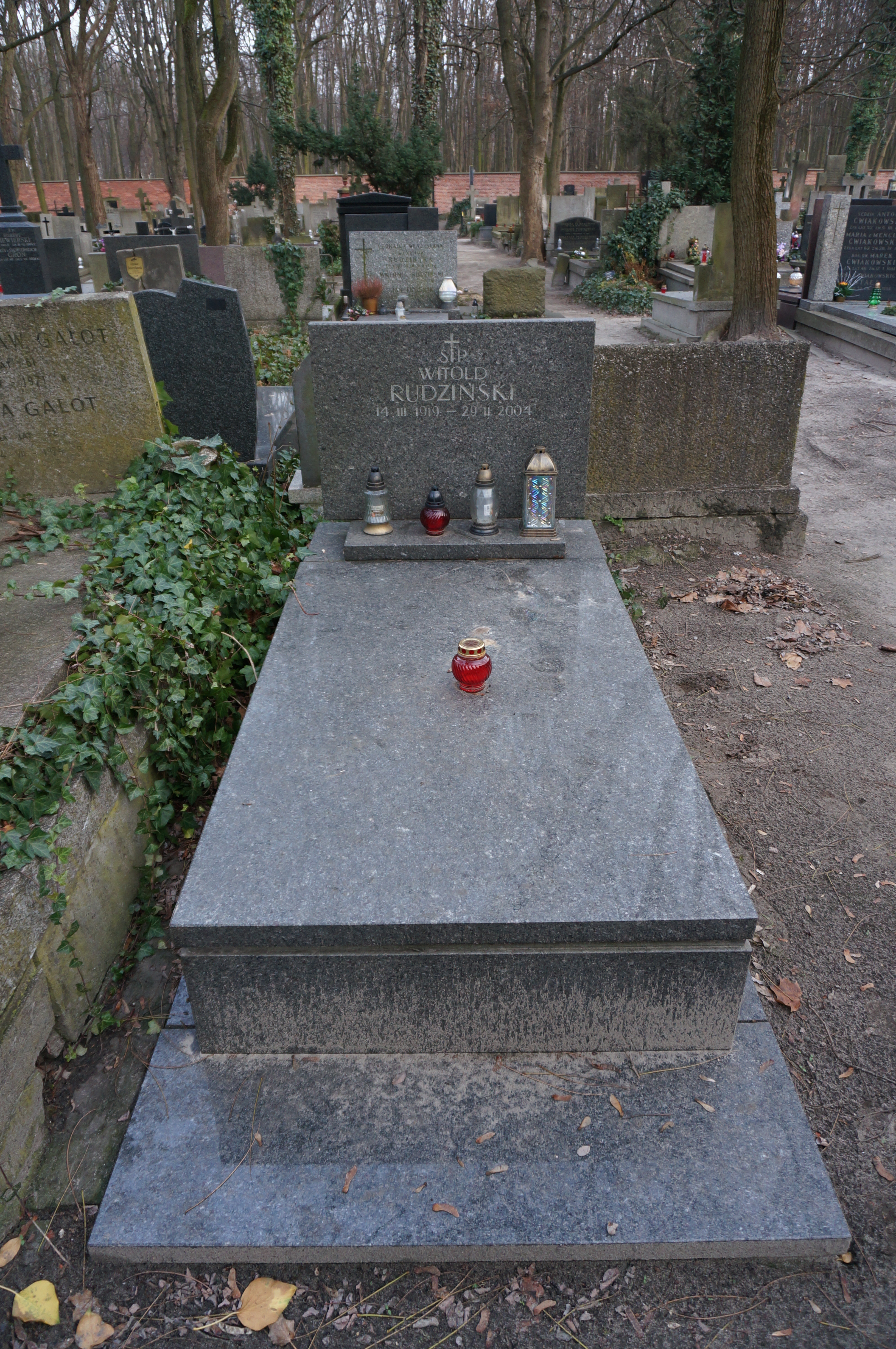
Grab von Witold Rudziński auf dem Warschauer Powązki-Friedhof

Witold Rudziński (* 14. März 1913 in Sebesch, Russisches Kaiserreich; † 29. Februar 2004 in Warschau) war ein polnischer Komponist.
Rudziński studierte am Konservatorium von Vilnius Komposition bei Tadeusz Szeligowski und Klavier bei Stanisław Szpinalski und parallel slawische Philologie an der Universität. Er war dann in Paris Schüler von Nadia Boulanger und Charles Koechlin. Von 1939 bis 1942 leitete er eine Klasse für Musiktheorie am Konservatorium Vilnius.
Von 1945 bis 1947 war er Professor am Konservatorium Łódź, außerdem Musikherausgeber der Publikationsgesellschaft Czytenik (1945–52) und Direktor des Musikabteilung des Kultusministeriums. Von 1948 bis 1949 war er künstlerischer Direktor der Warschauer Philharmoniker und der Warschauer Oper, außerdem war er von 1950 bis 1957 Chefherausgeber der Zeitschrift Muzyka. Danach unterrichtete er bis 1984 an der Musikhochschule in Warschau.
Rudziński komponierte u. a. sieben Opern, zwei Sinfonien und eine sinfonische Suite, zwei Ouvertüren und Sinfonische Bilder, drei Klavierkonzerte, kammermusikalische Werke, vier Oratorien, Lieder und auch Tanzmusik. Außerdem verfasste er mehrere musikpädagogische und musikwissenschaftliche Schriften.

## Bühnenwerke
- Janko muzykant (Janko der Musiker; Libretto von Tadeusz Borowski und Stanisław Wygodzki nach Henryk Sienkiewicz), Oper, 1951
- Komendant Paryza (Der Kommandant von Paris; Libretto von Tadeusz Marek), Oper, 1957
- Odprawa posłów greckich (Die Abfertigung der griechischen Gesandten); Libretto von Bogdan Ostromęcki nach Jan Kochanowski, 1962
- Sulamita (Libretto von Bogdan Ostromecki), Oper, 1964
- Zólta szlafmyca (Die gelbe Schlafmütze; Libretto von Ewa Bonacka nach Franciszek Zabłocki), Oper, 1967
- Chlopi (Die Bauern; Libretto von Krystyna Berwińska und Wanda Wróblewska nach Władysław Reymont), Oper, 1972
- Pierscien i róza (Der Ring und die Rose; Libretto von Stanisław Karaszewski nach William Makepeace Thackeray), Oper 2, 1982
- Jakub i Rachel (nach Stanisław Karaszewski), Ballett, 1991
- Gaspar Ruiz (nach Joseph Conrad), 2001